# Adrien de Gerlache de Gomery

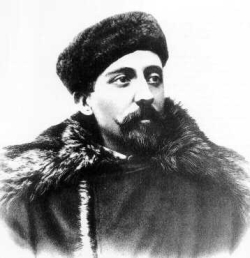
Adrien de Gerlache de Gomery

Adrien de Gerlache de Gomery (* 2. August 1866 in Hasselt; † 4. Dezember 1934 in Brüssel) war ein belgischer Marineoffizier und Polarforscher.

## Jugend und Militärdienst
Adrien de Gerlache de Gomery wurde als ältester Sohn eines adligen Offiziers geboren. Obwohl die Militärlaufbahn in der Familie Tradition hatte, trat er gegen den Willen seines Vaters 1886 in die belgische Marine ein. Mit zweiundzwanzig Jahren wurde de Gerlache de Gomery in den Rang eines „Zweiten Leutnants auf großer Fahrt“ und im Oktober 1890 zum Leutnant befördert. Er verrichtete Dienst auf Schiffen der belgischen Fischereiaufsicht, der Küstenwache und der Fährlinie Oostende–Dover, wünschte sich insgeheim jedoch ein abenteuerlicheres Leben.
1895 nahm de Gerlache de Gomery an einer Fahrt nach Jan Mayen und Ostgrönland teil, die ihn bestärkte, sein Leben der Polarforschung zu widmen. Zudem bekam er Kunde vom geplanten Vorhaben des schwedischen Entdeckers Adolf Erik Nordenskiöld, das noch unerforschte Grahamland zu erkunden und das Wagnis einer Überwinterung einzugehen. Als Nordenskiöld seine Pläne wegen mangelnder Finanzierbarkeit aufgab, entwickelte de Gerlache de Gomery darauf basierend ein eigenes Expeditionsprojekt. Er informierte den Schweden vorab, um sich nicht dem Verdacht des geistigen Diebstahls auszusetzen, doch Nordenskiöld hielt ihn einer Antwort nicht für würdig.
Auch die belgische Expedition drohte an Geldmangel zu scheitern. Erst als König Leopold II. intervenierte und die belgische geographische Gesellschaft anwies, de Gerlache de Gomery zu unterstützen, flossen erste Mittel. Eine Sammlung der Gesellschaft erzielte einen Erlös von 200.000 belgischen Francs, weitere 25.000 kamen durch eine Spende des Soda-Produzenten Ernest Solvay hinzu. Obwohl die wissenschaftlichen Ziele der Expedition gegenüber der Öffentlichkeit betont wurden (so sollte angeblich die Lage des magnetischen Südpols genau bestimmt werden), ging es auch um handfeste wirtschaftliche Interessen. Durch geologische und kartografische Untersuchungen sollten neue Rohstofflagerstätten erschlossen und der belgische Kolonialbesitz durch die zu dieser Zeit übliche Landnahme durch den Entdecker vergrößert werden.

## DieBelgica-Expedition 1897–1899

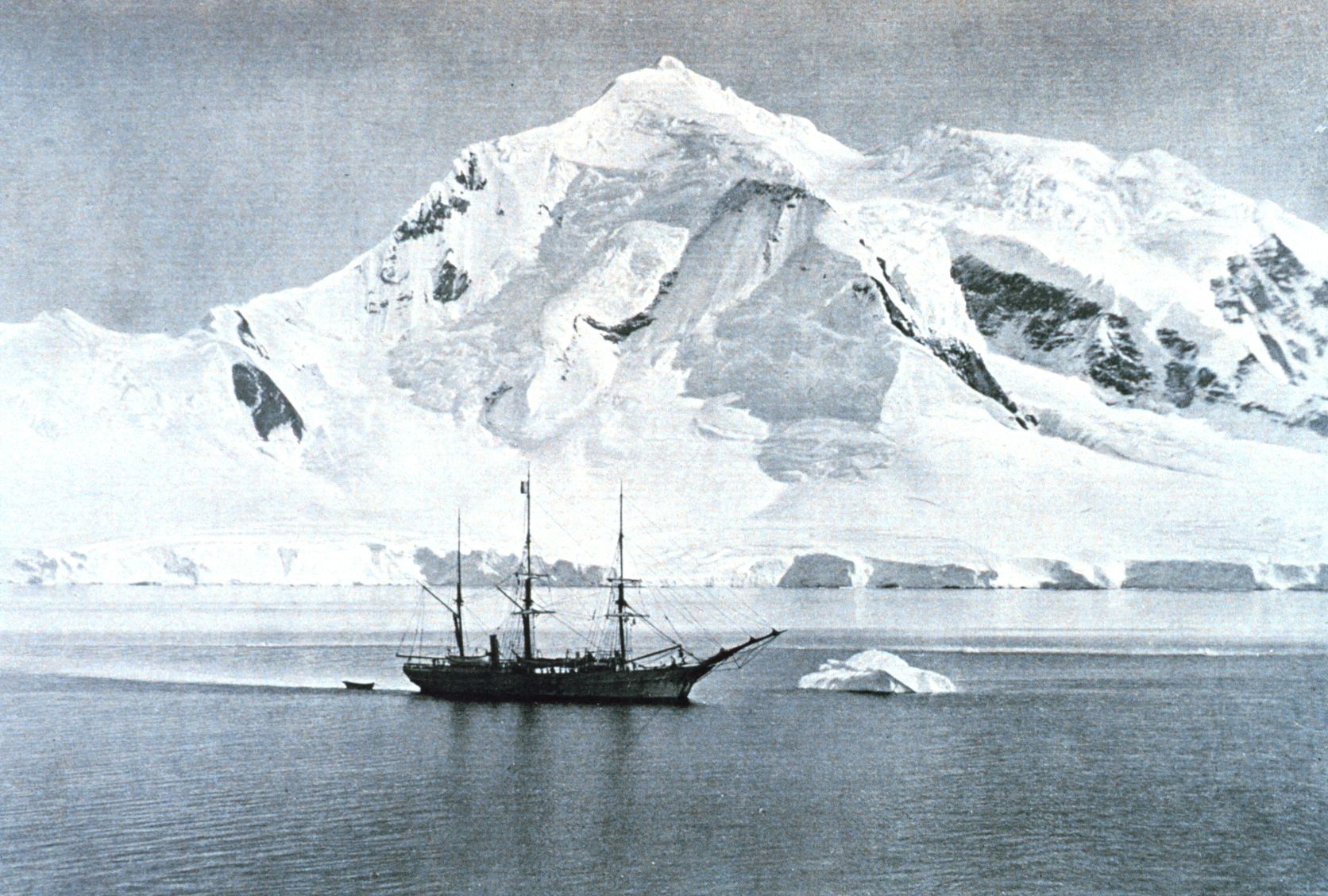
Die Belgica am Mount William

Für die Hälfte des eingesammelten Geldes wurde in Norwegen ein ehemaliges Robbenfängerschiff mit dem Namen Patria angeschafft, neu gestrichen und auf den Namen Belgica getauft. Das Schiff war mit Segeln und einer 150 PS starken Dampfmaschine ausgerüstet, 30 Meter lang und sieben Meter breit. Es besaß einen Tiefgang von fünf Metern. Ein Umbau, der das Schiff eismeertüchtig hätte machen sollen, unterblieb aus finanziellen Gründen. Vor dem Beginn der Reise besuchte der Polarforscher Fridtjof Nansen das Schiff und wünschte der Besatzung, die aus Belgiern, Rumänen, Polen und Norwegern bestand, alles Gute. Keiner von ihnen außer dem Kapitän de Gerlache de Gomery hatte Erfahrung im Eismeer. Als Zweiter Offizier fungierte der noch völlig unbekannte Roald Amundsen, der 1911 als erster Mensch den geographischen Südpol erreichte.
Am 16. August 1897 verließ die Belgica den Hafen von Antwerpen. Da der Schiffsarzt in letzter Minute das Schiff verlassen hatte, stieß in Rio de Janeiro der deutschstämmige Amerikaner Frederick Cook als neuer Mediziner zur Mannschaft, der später behauptete, als Erster den geographischen Nordpol erreicht zu haben.
Die Belgica-Expedition schien von Beginn an unter keinem guten Stern zu stehen. Stürme und Riffe beschädigten das Schiff, Teile der Besatzung fielen aus und mussten in Chile zurückgelassen werden. Zu Beginn des Jahres 1898 erreichte die Belgica antarktische Gewässer, doch die Unglücksserie setzte sich fort. Am 22. Januar ging der norwegische Matrose Carl-August Wiencke über Bord und ertrank trotz Rettungsversuchen. Ihm zu Ehren wurde die Wiencke-Insel, eine der zahlreichen im Palmer-Archipel neu entdeckten Inseln, mit seinem Namen bedacht.
Im März 1898 passierte die Belgica die Breitenposition von 71°. Im Überschwang der erreichten Leistung und der getätigten Entdeckungen versäumte es Adrien de Gerlache de Gomery, rechtzeitig einen Überwinterungsplatz für die ausgewählten Männer zu suchen und das Schiff in eisfreie Gewässer zurückzuschicken. Somit war die Belgica wenige Tage darauf im Packeis gefangen, und am 17. Mai begann für 66 Tage die Polarnacht. Während dieser Zeit registrierte Frederick Cook die allmählich auftretenden Symptome einer Anämie, seiner Ansicht nach bedingt durch den langen Lichtmangel und die unzureichende Ernährung. Am 5. Juni starb der Physiker Émile Danco (1869–1898) an der vom Arzt benannten „Polaranämie“, während der Matrose Adam Tollefsen an Wahnvorstellungen litt. Mit der Bezeichnung „Danco-Land“ für einen Küstenabschnitt der Antarktischen Halbinsel wurde auch dem verstorbenen Belgier ein Denkmal gesetzt.
Das Schiff driftete währenddessen mit dem umgebenden Packeis in verschiedene Richtungen; selbst nach dem Ende der Polarnacht kam die Belgica monatelang nicht frei. Die Zeit drängte, da nach dem Anbruch des Jahres 1899 bereits die nächsten sonnenlosen Monate und damit der sichere Tod drohte. Die Besatzung versuchte mit Sägen und Sprengstoff einen Kanal zum am Horizont sichtbaren freien Fahrwasser zu schaffen, doch erst nach über einem Jahr, am 14. März 1899, waren die verbleibenden 17 Personen an Bord des wider Erwarten sehr robusten Schiffes gerettet. Am 5. November 1899 erreichte die Belgica wieder den Hafen von Antwerpen.

## Die Jahre 1899–1934
In den kommenden Jahren unternahm Adrien de Gerlache de Gomery weitere Forschungsfahrten. 1901 sollte ihn eine Fahrt zu den zu Frankreich gehörenden Kerguelen führen, doch da die französische Kolonialbehörde noch während der Reise ihre Genehmigung für das Unternehmen zurückzog, endete die Fahrt im Persischen Golf, wo sich die Besatzung dem Fangen von Perlaustern widmete.
Im Jahre 1902 schloss sich de Gerlache de Gomery einer französischen Antarktisexpedition unter Jean-Baptiste Charcot an, verließ aber im brasilianischen Pernambuco wegen Meinungsverschiedenheiten das Schiff. 1904 heiratete Adrien de Gerlache de Gomery die Französin Suzanne Poulet. Aus der Ehe gingen ein Sohn und eine Tochter hervor.
1905 folgte de Gerlache de Gomery einer Einladung Prinz Philipps von Orléans und begleitete ihn auf seinem alten Schiff, der Belgica, nach Nordostgrönland. Mit dem Herzog, der die Belgica inzwischen gekauft hatte, wurden noch Fahrten in die Karasee (1907) sowie nach Spitzbergen und Franz-Joseph-Land (1909) unternommen.
1913 ließen sich de Gerlache de Gomery und seine Frau scheiden. Als ein Jahr später der Erste Weltkrieg ausbrach, engagierte sich de Gerlache de Gomery bei der Planung von Evakuierungen, der Verteidigung von Ostende und anderer Küstenstädte sowie der Inspektion von Verteidigungsanlagen. 1915 erschien sein Buch Le pays qui ne veut pas mourir („Das Land, das nicht sterben will“), das sich insbesondere in Skandinavien zum Bestseller entwickelte. De Gerlache de Gomery reiste nach Norwegen, um auf die Lage der unter den Kriegshandlungen leidenden belgischen Zivilbevölkerung aufmerksam zu machen. Diese Kampagne wiederholte er 1916 in Schweden.
Am 28. Dezember heiratete Adrien de Gerlache de Gomery in zweiter Ehe Elisabeth Höger. Am 17. November 1919 wurde der Sohn Gaston geboren, benannt nach de Gerlache de Gomerys 1915 gefallenem Bruder. Gaston wurde Leiter der Belgischen Antarktis-Expedition 1957/58 und Entdecker der Belgica Mountains.
Nach dem Krieg arbeitete Adrien de Gerlache de Gomery als Berater der Regierung. 1926 wurde er zum Generalinspekteur der belgischen Marine berufen, 1928 zum Generaldirektor befördert. 1929 wurde er korrespondierendes Mitglied der Académie des sciences in Paris.
Adrien de Gerlache de Gomery starb am 4. Dezember 1934 in Brüssel an Paratyphus.
Ihm zu Ehren tragen eine Reihe geographischer Objekte in der Antarktis seinen Namen. Dazu gehören das Gerlache Inlet und der Mount Gerlache im Viktorialand, die Gerlache-Insel und die Gerlache-Straße im Palmer-Archipel, das Kap Gerlache an der Küste des Königin-Marie-Lands sowie die Tiefseeberge De-Gerlache-Seamounts im Südlichen Ozean. Ebenso ist seit 2000 der Mondkrater de Gerlache nach ihm benannt.

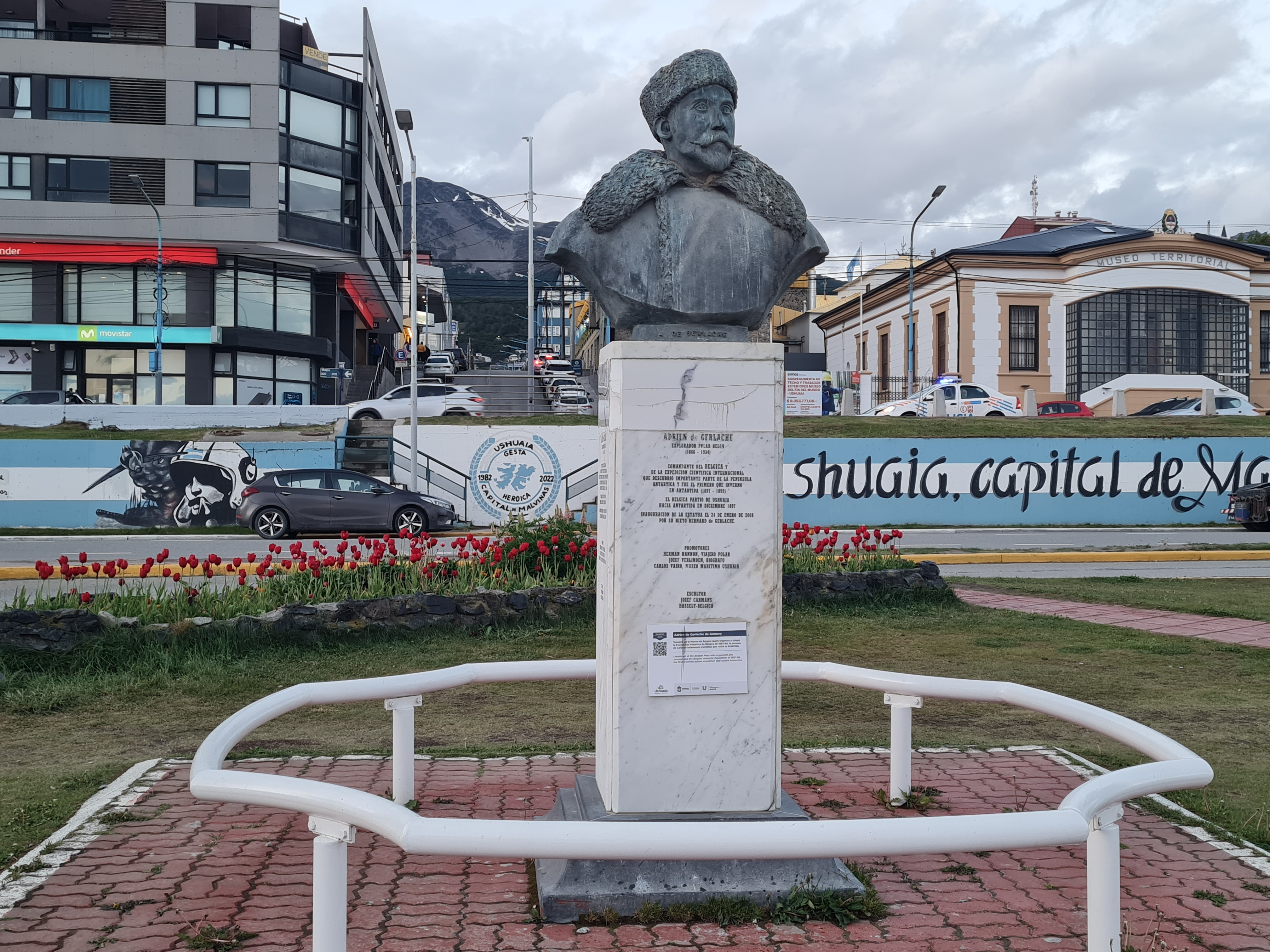
Denkmal für den belgischen Polarforscher Adrien de Gerlache de Gomery in Ushuaia

Die südargentinische Stadt Ushuaia hat de Gerlache de Gomery 2008 ein Denkmal errichtet.